# Rhinogobius nagoyae
Rhinogobius nagoyae es una especie de pez de la familia de los Gobiidae en el orden de los Perciformes.

## Subespecies
- Rhinogobius nagoyae formosanus  (Oshima, 1919
- Rhinogobius nagoyae nagoyae  Jordan & Seale, 1906.[1]

## Observaciones
Es inofensivo para los humanos.